# Bernd Meier (Politiker)
Bernd Meier (* 28. Dezember 1944 in Cainsdorf bei Zwickau; † 30. Mai 2005) war ein deutscher Politiker (SED/PDS) und Jugendfunktionär (FDJ). Er war Erster Sekretär der SED-Bezirksleitung Frankfurt (Oder).

## Leben
Meier, Sohn eines Tischlers, der im Krieg gefallen war, hatte noch fünf weitere Geschwister. Er besuchte von 1952 bis 1962 die Grund- und Oberschule in Cainsdorf, schloss sich 1960 der FDJ an und absolvierte bis 1963 eine Lehre als Dreher in der Papierfabrik Crossen. Anschließend arbeitete er als Isolierklempner im Petrolchemischen Kombinat (PCK) Schwedt und in Crossen. 1963 wurde er Mitglied der SED. 1964/1965 leistete er seinen Wehrdienst als Behördenangestellter in Karl-Marx-Stadt, arbeitete anschließend im VEB Chemische Werke Buna Schkopau und im PCK Schwedt. 1967/68 studierte er an der Bezirksparteischule in Frankfurt (Oder). Von 1968 bis 1971 fungierte er als Sekretär der FDJ-Kreisleitung Angermünde und Schwedt. Von 1971 bis 1974 studierte er an der Parteihochschule „Karl Marx“ mit Abschluss als Diplom-Gesellschaftswissenschaftler. Von 1974 bis 1978 war er Zweiter Sekretär, von Januar 1979 bis März 1985 als Nachfolger von Hans Andreas Erster Sekretär der FDJ-Bezirksleitung Frankfurt (Oder) sowie Mitglied des Zentralrats der FDJ. In Frankfurt (Oder) war er zudem von Februar 1979 bis 1990 Mitglied der SED-Bezirksleitung und bis 1985 seines Sekretariats. Außerdem war er seit Juni 1981 Abgeordneter und Vorsitzender der Ständigen Kommission Jugendfragen, Körperkultur und Sport des Bezirkstages Frankfurt (Oder).
Von 1985 bis 1989 war er Sekretär der Zentralen Parteileitung des VEB Petrolchemisches Kombinat Schwedt und Parteiorganisator des ZK der SED. Am 15. November 1989 wurde Meier zum Ersten Sekretär der SED-Bezirksleitung Frankfurt (Oder) gewählt. Am 3. Dezember 1989 wurde er Mitglied des Arbeitsausschusses zur Vorbereitung des außerordentlichen Parteitags der SED und am 10. Dezember 1989 von diesem zum Mitglied des Parteivorstandes der SED gewählt. Von Februar bis Oktober 1990 war er Mitglied des Präsidiums der PDS. Seitdem war er parteilos. Von März bis Oktober 1990 war er Abgeordneter der Volkskammer, Mitglied ihres Präsidiums und Parlamentarischer Geschäftsführer der PDS-Fraktion.

## Auszeichnungen
- Artur-Becker-Medaille in Gold